# Champfromier
Champfromier és un municipi francès situat al departament de l'Ain i a la regió d'Alvèrnia-Roine-Alps. L'any 2007 tenia 630 habitants.

## Demografia

### Població
El 2007 la població de fet de Champfromier era de 630 persones. Hi havia 258 famílies de les quals 75 eren unipersonals (30 homes vivint sols i 45 dones vivint soles), 63 parelles sense fills, 101 parelles amb fills i 19 famílies monoparentals amb fills.
La població ha evolucionat segons el següent gràfic:
Habitants censats

### Habitatges
El 2007 hi havia 361 habitatges, 259 eren l'habitatge principal de la família, 76 eren segones residències i 26 estaven desocupats. 251 eren cases i 110 eren apartaments. Dels 259 habitatges principals, 160 estaven ocupats pels seus propietaris, 94 estaven llogats i ocupats pels llogaters i 5 estaven cedits a títol gratuït; 2 tenien una cambra, 15 en tenien dues, 54 en tenien tres, 58 en tenien quatre i 130 en tenien cinc o més. 211 habitatges disposaven pel capbaix d'una plaça de pàrquing. A 132 habitatges hi havia un automòbil i a 110 n'hi havia dos o més.

### Piràmide de població
La piràmide de població per edats i sexe el 2009 era:
| Homes | Edats   | Dones |
| ----- | ------- | ----- |
| 0     | 95 o +  | 0     |
| 0     | 90 a 94 | 4     |
| 4     | 85 a 89 | 4     |
| 8     | 80 a 84 | 16    |
| 4     | 75 a 79 | 12    |
| 16    | 70 a 74 | 12    |
| 4     | 65 a 69 | 4     |
| 4     | 60 a 64 | 4     |
| 8     | 55 a 59 | 0     |
| 32    | 50 a 54 | 24    |
| 16    | 45 a 49 | 16    |
| 16    | 40 a 44 | 16    |
| 36    | 35 a 39 | 32    |
| 28    | 30 a 34 | 24    |
| 24    | 25 a 29 | 24    |
| 4     | 20 a 24 | 12    |
| 24    | 15 a 19 | 20    |
| 16    | 10 a 14 | 16    |
| 24    | 5 a 9   | 32    |
| 20    | 0 a 4   | 20    |

## Economia
El 2007 la població en edat de treballar era de 431 persones, 328 eren actives i 103 eren inactives. De les 328 persones actives 300 estaven ocupades (166 homes i 134 dones) i 28 estaven aturades (13 homes i 15 dones). De les 103 persones inactives 34 estaven jubilades, 38 estaven estudiant i 31 estaven classificades com a «altres inactius».

### Ingressos
El 2009 a Champfromier hi havia 274 unitats fiscals que integraven 691 persones, la mediana anual d'ingressos fiscals per persona era de 19.881 €.

### Activitats econòmiques
Dels 29 establiments que hi havia el 2007, 1 era d'una empresa de fabricació d'elements pel transport, 2 d'empreses de fabricació d'altres productes industrials, 7 d'empreses de construcció, 4 d'empreses de comerç i reparació d'automòbils, 1 d'una empresa de transport, 3 d'empreses d'hostatgeria i restauració, 2 d'empreses financeres, 1 d'una empresa immobiliària, 3 d'empreses de serveis, 2 d'entitats de l'administració pública i 3 d'empreses classificades com a «altres activitats de serveis».
Dels 8 establiments de servei als particulars que hi havia el 2009, 1 era una oficina de correu, 1 taller de reparació d'automòbils i de material agrícola, 1 lampisteria, 1 electricista, 1 empresa de construcció, 1 perruqueria, 1 restaurant i 1 saló de bellesa.
Dels 3 establiments comercials que hi havia el 2009, 1 era una gran superfície de material de bricolatge, 1 una botiga de més de 120 m² i 1 una fleca.
L'any 2000 a Champfromier hi havia 5 explotacions agrícoles.

## Equipaments sanitaris i escolars
El 2009 hi havia una escola elemental.

## Poblacions més properes
El següent diagrama mostra les poblacions més properes.